# یواس‌اس کافمن (دی‌ئی-۱۹۱)
یواس‌اس کافمن (دی‌ئی-۱۹۱) (به انگلیسی: USS Coffman (DE-191)) یک کشتی بود که طول آن ۳۰۶ فوت (۹۳ متر) بود. این کشتی در سال ۱۹۴۳ ساخته شد.